# Скавина
Скавина (пол. Skawina) — город в Польше, на реке Скавинке (правый приток Вислы), входит в Малопольское воеводство, Краковский повят. Имеет статус городско-сельской гмины. Занимает площадь 20,5 км². Население — 24 253 человека (на 2013 год).

## Описание
В 2001 году в городе открыт французский завод Valeo общей площадью 38 000 кв. м. По состоянию на 2013 год в городе проживало 24 253 человека.
| 2008   | 2013   |
| ------ | ------ |
| 27 328 | 24 253 |

| Перепись  | Всего   | Всего | Женщины | Женщины | Мужчины | Мужчины |
| --------- | ------- | ----- | ------- | ------- | ------- | ------- |
| Единицы   | человек | %     | человек | %       | человек | %       |
| Население | 24 253  | 100   | 12 608  | 51,98   | 11 645  | 48,02   |

## Достопримечательности

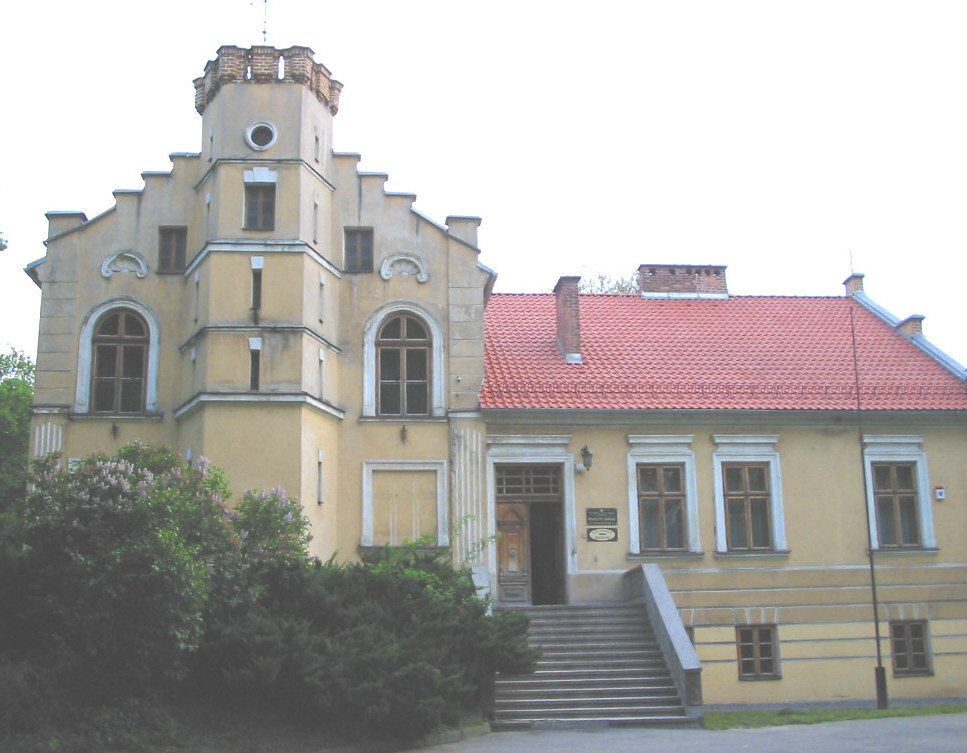
ул. Адама Мицкевича, 7. Здание «Центра культуры и спорта в Скавине»

Памятники культуры Малопольского воеводства
- Синагога Хевра Тхилим (№ А-712);
- Скавинская ратуша (№ А-690).
- Усадьба в Корабниках (№ А −466).